# Спірне (селище)
Спі́рне — село Соледарської міської громади Бахмутського району Донецької області в Україні. 

## Історія
7 липня 2022 року, у ході російського вторгнення в Україну, Спірне було окуповано російськими військами та підрозділами «ДНР». У вересні 2022 року селище було звільнене українською армією.
7 лютого 2023 року поблизу Спірного відбувся бій.

## Загальні відомості
Відстань до райцентру становить близько 38 км і проходить автошляхом Т 1302. Біля села розташований ботанічний заказник місцевого значення «Везуєва гора». У селі бере початок річка Яма, є ферма.

## Населення
За даними перепису 2001 року населення села становило 80 осіб, із них 70 % зазначили рідною мову українську та 30 % — російську.